# Gheorghe Gornea
Gheorghe Gornea (n. 2 august 1944, Sinaia, Prahova, România – d. 2005, Sinaia, Prahova, România) a fost un fotbalist român (portar), care a jucat în  echipa națională de fotbal a României la Campionatul Mondial de Fotbal din 1970.